# Acquaformosa
Acquaformosa är en ort och kommun i provinsen Cosenza i regionen Kalabrien i Italien. Kommunen hade 1 108 invånare (2017).